# Moerassnavelmos
Moerassnavelmos (Oxyrrhynchium speciosum) is een mossoort uit de dikkopmosfamilie (Brachytheciaceae).

## Ecologie
Moerassnavelmos groeit op natte tot vochtige, beschaduwde tot lichte standplaatsen in moerassen, moerasbossen en op oevers. De soort is gebonden aan meso-eutroof tot mesotroof, basenrijk water. Vaak is zij te vinden op boomwortels of stenen, maar soms ook op strooisel of op de grond.

### Syntaxonomie
Moerassnavelmos staat te boek als kensoort voor de klasse van (spat)watergemeenschappen (Hymenelio-Fontinalietea).